# Peoria, Arizona
Peoria je grad u američkoj saveznoj državi Arizona. Prema popisu stanovništva iz 2010. u njemu je živjelo 154,065 stanovnika.